# Commission des normes du travail
Pour les articles homonymes, voir CNT.
La Commission des normes du travail (CNT) était un organisme responsable de l'application de la Loi sur les normes du travail au Québec. Elle veillait aux respect des conditions minimales de travail dans les entreprises. La CNT disposait d'inspecteurs pour vérifier si les normes du travail sont respectées.

## Historique
La CNT a été créée en même temps que la Loi sur les normes du travail le 16 avril 1980,. Elle était une personne morale, qui relevait du ministre du Travail du Québec. 
La CNT a été abolie le 1er janvier 2016 lors de la création de la Commission des normes, de l'équité, de la santé et de la sécurité du travail (CNESST).

## Mandats
La Commission exerçait les fonctions suivantes :
- informer et renseigner la population en ce qui a trait aux normes du travail;
- informer et renseigner les salariés et les employeurs sur leurs droits et leurs obligations prévus à la Loi sur les normes du travail;
- surveiller l'application des normes du travail;
- recevoir les plaintes des salariés;
- tenter d'amener les employeurs et les salariés à s'entendre quant à leurs mésententes relatives à l'application de la présente loi et des règlements.

Aussi, à l'occasion d'un différend relatif à l'application de la loi, il appartenait à la Commission des normes du travail d'informer l'employeur et le salarié de la teneur des normes à la base de ce différend et de tenter d'amener les parties à s'y conformer.

### Financement
La Commission se finançait elle-même avec la Cotisation relative aux normes du travail un prélèvement basé sur la masse salariale de chaque employeur.
La cotisation est réformée en 1994 lorsque le recouvrement est transféré au Ministère du Revenu, même si la fixation du taux demeure la prérogative de la CNT. Au moment de l'entrée en vigueur de la loi, le taux est fixé à 0,08 % de la masse salariale.

### Lois et règlements
- Loi sur les normes du travail, LQ 1979, c. 45, art. 171  (lire en ligne, consulté le 17 avril 2024)
- Loi modifiant la Loi sur les normes du travail te la Loi sur le ministère du Revenu, LQ 1994, c. 46  (lire en ligne, consulté le 17 avril 2024)